# Kekčeva pesem
»Kekčeva pesem« je naslovna skladba filma Srečno, Kekec iz leta 1963, v izvedbi Martina Lumbarja in ob spremljavi Orkestra RTV Ljubljana. 

## Zasedba

### Produkcija
- Marjan Vodopivec – glasba, aranžma, dirigent
- Kajetan Kovič – besedilo

### Studijska izvedba
- Martin Lumbar – vokal
- Marjan Vodopivec – dirigent
- Orkester RTV Ljubljana – spremljava